# Edward Makula
Edward Makula, né le 6 novembre 1940 à Kończyce et décédé le 15 janvier 1996 à Varsovie, est un pilote polonais de vol à voile, champion national, et champion du monde.

## Palmarès

### Championnats du monde
- Champion du monde en 1963, à Junín (Argentine), en classe Open
- Vice-Champion du monde en 1960, à Cologne (Allemagne de l'Ouest), en classe Open

### Championnats de Pologne
- 4  Champion national en 1957, 1965, 1966 et 1978

## Récompenses et distinctions
- Récipiendaire en 1965 de la Médaille Lilienthal